# Ny-Hor

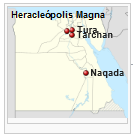
Mapa d'ubicacions del faraó Ny-hor

Ny-Hor (fl. c. 3200 aC) va ser, possiblement, un faraó del període predinàstic. Segons l'egiptòleg Werner Kaise, el seu nom significa "El Caçador". S'especula que va governar el Baix Egipte durant el segle XXXI aC.

## Nom
Tot i que la interpretació sel seu nom és controvertida, es creu que el seu nom d'Horus és "Ḥr-nj / Ḥr-nw", que significa "Pertany a Horus / Caçador d'Horus ".
Tanmateix, a diferència dels faraons posteriors, el seu nom serekh no inclou un falcó Horus. Es desconeix la raó per la qual no apareix aquest element en el seu nom, però pot ser perquè és anterior a aquesta pràctica o perquè no era considerat un faraó, com es va interpretar més endavant. Les variants de nom inclouen: Ni-Hor, Hor-ni o Ny-Hor.

## Evidències
El nom de Ny-Hor apareix predominantment en recipients d'argila i pedra trobats en tombes prop de Tarkhan, Tura,  Tarjan  i Naqada. Les proves del seu govern són molt pobres i algunes investigacions més recents posen en dubte la seva existència. A més, les opinions sobre la lectura i interpretació real del seu nom estan dividides.
- Alguns egiptòlegs creuen que Ny-Hor és una alternativa a la denominació del faraó Narmer.[6]
- William Matthew Flinders Petrie estava indecís a causa de la representació incorrecta del personatge assignat, suposadament, a aquest rei i no estava disposat a atribuir-lo al faraó Narmer.[7]
- Thomas Schneider, Günter Dreyer i Werner Kaiser, en canvi, consideren que Ny-Hor no era Narmer, ja que els ossos trobats a les tombes de Tarkhan són anteriors a l'època en què va viure Narmer.
- L'egiptòleg Ludwig D. Morenz, en canvi, adverteix que potser no podem acceptar cap d'aquestes hipòtesis, pel fet que les proves són massa febles en aquest moment.

## Biografia

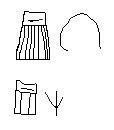
Serekhs de Ny-Hor

Se sap molt poc del seu govern, i la seva existència continua sent controvertida.
Horus Ny (Ny-Hor) va ser un possible governant del Baix Egipte durant l'era predinàstica. Segons la tradició, i va regnar al voltant del 3200–3175 aC. Les inscripcions del seu nom provenen de Tarkhan, Tura i Naqada.
Se suposa que hauria estat d'una dinastia rival a la dels governants de Thinis, 150 anys abans que aquests reis conquerissin les seves terres i establissin la Dinastia I.